# Psorophora signipennis
Psorophora signipennis är en tvåvingeart som först beskrevs av Daniel William Coquillett 1904.  Psorophora signipennis ingår i släktet Psorophora och familjen stickmyggor. Inga underarter finns listade i Catalogue of Life.